# 圣十字主教座堂 (波士顿)

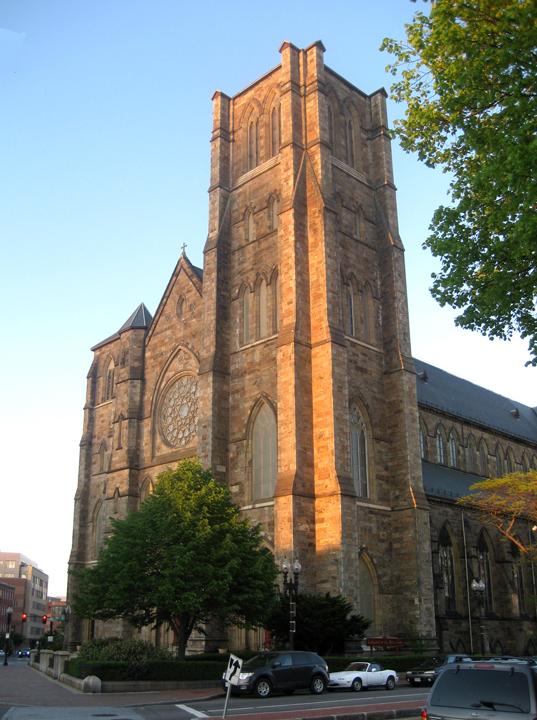
波士顿圣十字主教座堂

波士顿圣十字主教座堂（Cathedral of the Holy Cross）是美国波士顿的一座天主教教堂，天主教波士顿总教区的主教座堂，新英格兰最大的教堂。其建筑风格为哥特复兴式，用色彩斑驳的砾岩和灰色石灰岩堆砌而成。规划的西部尖顶尚未完成。其宏伟程度可匹敌老南教堂和三一堂，标志着天主教徒在这个传统上新教徒的城市和州的出现。
圣十字主教座堂位于波士顿南城（South End）。波士顿南城最初由盎格鲁撒克逊新教徒中产阶级开发，但是后来由新移民占据，特别是爱尔兰人，而中产阶级搬迁到新的后湾。